# Livor mortis

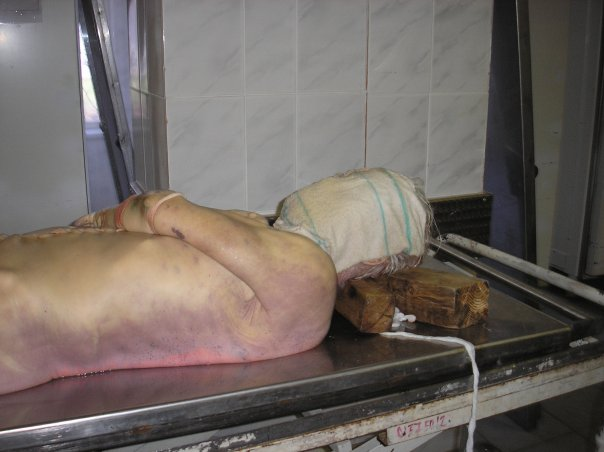
Livor mortis en un cadáver.

El livor mortis, lividez cadavérica o lividez post mórtem (del latín livor, lividez y mortis, genitivo de muerte -"de la muerte"-) es uno de los signos reconocibles de muerte y que se caracteriza por una coloración rojiza-amoratada de las partes declives del cuerpo debida a una acumulación de la sangre en esas zonas. No ocurre si estas partes están en contacto con una superficie rígida debido a la compresión de los capilares contra la misma. 
Esta acumulación se comienza a producir en el momento en el que el corazón deja de bombear la sangre, lo que posibilita el hundimiento de las células sanguíneas más pesadas en el plasma debido a la acción de la gravedad.
Este fenómeno comienza a ser visible entre los veinte minutos y las tres horas posteriores a la muerte, y la sangre acumulada comienza a moverse a las zonas más declives en los capilares entre las tres y las cuatro horas transcurridas tras el fallecimiento, apareciendo la máxima lividez entre las seis y las doce horas.
La presencia o no del livor mortis se usa para estimar la hora de la muerte o si el cadáver ha sido movido tras la misma (pues si presenta lividez en la espalda y el sujeto se encuentra en decúbito prono -boca abajo- ha sido dado la vuelta).

## Clasificación
Se clasifican en móviles y fijas. Las móviles ocurren, en general, en las primeras 10 horas post mortem y luego se hacen fijas. La diferencia radica en que al mover un cadáver de posición inicial  en la que ocurrió la muerte, las livideces se mueven a la nueva zona declive mientras exista una integridad de las paredes de los capilares. La integridad capilar se pierde generalmente a las 12 horas y los elementos formes de la sangre (Hematíes) se trasvasan a los tejidos circundantes y es cuando se denominan livideces fijas. Cuando un cadáver ha sido movido antes de que ocurran las livideces fijas, presenta livideces paradójicas, es decir en 2 o más "caras" del cuerpo (ejemplo: pecho y espalda).